# Під північним сяйвом
Під північним сяйвом (рос. Под северным сиянием; яп. オーロラの下で) — радянсько-японський художній фільм 1990 року, знятий режисерами Тосіо Гото, Пятрасом Абукявічусом і Сергіїм Вронським.

## Сюжет
Головний герой фільму — японець Гендзі. Кілька років тому він нелегально перейшов кордон, щоб на російських соболях заробити гроші, необхідні для викупу нареченої. Але час йде, а хижацькі звичаї руських купців не дають можливості зібрати потрібну суму. І тому такий похмурий, дикуватий відлюдник, самотній Гендзі. Єдина відрада в його житті — дружба з Арсенієм, що врятував його від розправи грабіжників, та Анною, молодою вдовою.

## У ролях
- Кодзі Якусе — Гендзі Тамія
- Андрій Болтнєв — Арсеній
- Марина Зудіна — Анна
- Дзюнко Сакурада — Умека Судзукі
- Тецуро Тамба — Цунедзіро Уесака
- Микита Михалков — Лежнєв
- Гуц Ісімацу — поліцейський
- Анатолій Ромашин — Кулагін
- Ліза Новодворська — Наташа
- Жанат Байжанбаєв — Альоша
- Олег Федоров — каторжанин
- В'ячеслав Молоков — Болбошка
- Михайло Голубович — Ухатий
- Михайло Ремізов — пупир
- Максим Мунзук — старий Ніякий

## Знімальна група
- Сценарісти : Асусі Яматоя, Валентин Єжов
- Режисери : Тосіо Гото, Пятрас Абукявічус, Сергій Вронський
- Оператор : Юдзі Омукура
- Композитор : Рейдзіро Короку